# Abdelhamid Brahimi
Pour les articles homonymes, voir Brahimi.
Abdelhamid Brahimi (en arabe : عبد الحميد براهيمي), né le 2 avril 1936 à Mila en Algérie et mort le 15 août 2021 à Kouba, est un homme d'État algérien. 
Il est Premier ministre durant la présidence de Chadli Bendjedid du 22 janvier 1984 au 5 novembre 1988.

## Biographie
Abdelhamid Brahimi est né le 2 avril 1936 à Mila.Il combat dans les rangs de l'ALN pendant la Guerre d'Algérie. De 1963 à 1965, il représente la région d'Annaba dans le gouvernement de Ahmed Ben Bella, et occupe divers postes ministériels, sous la présidence de Houari Boumédiène, jusqu'en 1970. Il enseigne ensuite l'économie, à l'université d'Alger jusqu'en 1975.
Durant la présidence de Chadli Bendjedid, Il est nommé, en 1979, à la tête du ministère de la Planification et de l'Aménagement du territoire qu'il occupera jusqu'en 1983. Il est nommé premier ministre, le 22 janvier 1984. Le 5 octobre 1988, Il doit faire face à des manifestations populaires et à la révolte de la jeunesse algérienne dénonçant la mal vie, la corruption du système politique algérien et les injustices sociales. Il est limogé à la suite de ces événements. Ensuite, à partir de 1992, il se rend à Poitiers en France, puis à Washington et à Georgetown aux États-Unis puis au Royaume-Uni pour donner des conférences dans des universités. Ensuite, empêché de rentrer en Algérie, il décide de s'exiler à Londres. Il retourne en Algérie en 2016.
Il est mort le 15 août 2021 à l’hôpital central de l’armée à Kouba à Alger.